# Close Range
Close Range est un film américain réalisé par Isaac Florentine (en), sorti en 2015.

## Synopsis
Pour protéger sa sœur et sa nièce, un soldat solitaire devenu hors-la-loi s’engage malgré lui dans un combat sans merci contre un shérif corrompu, ses adjoints soumis et un dangereux cartel de drogues.

## Fiche technique
- Titre : Close Range
- Réalisation : Isaac Florentine (en)
- Scénario : Chad Law et Shane Dax Taylor
- Date de sortie : USA : 4 décembre 2015

## Distribution
- Scott Adkins (VF : Loïc Houdré) : Colton MacReady
- Nick Chinlund (VF : Luc Bernard) : le shérif Jasper Calloway
- Caitline Keats (VF : Valérie Nosrée) : Angela Reynolds
- Jake La Botz (VF : Charles Borg) : Walt Reynolds
- Tony Perez (VF : Michel Prud'homme) : Fernando Garcia
- Madison Lawlor : Hailey Reynolds

 Source et légende : version française (VF) sur RS Doublage